# 2020年香港立法會選舉工黨黨內甄選
2020年香港立法會選舉工黨黨內甄選是工黨就參加2020年香港立法會選舉決定參選人之初選。
創黨主席李卓人表示將協助工黨在立法會選舉中接棒，李認為在2016年工黨大敗後，不能只看工黨的發展，而需想像整個理念如何傳承，將醞釀與所有基層和支持「分配公義」的左翼政黨，如小麗民主教室、社民連、社區前進、民協組成「左翼大聯盟」，為左翼陣營爭取最多議席。
2020年3月15日，工黨舉行特別黨員大會作初步推薦，惟特別黨員大會中黨員就黨內推薦名單進行討論太熱烈，故此決定根據選舉形勢同選舉安排，下月將再度開會討論黨內推薦名單。5月8日，副主席麥德正稱該黨因受疫情影響，尚未召開第二次的黨員大會。

## 選前傳聞
於新界東，張超雄將不會於新界東競逐連任，主席郭永健參與工黨黨內甄選以爭取接替張超雄；職工盟主席吳敏兒參與工黨黨內甄選為唯一一個黨內競逐新界西初選；九龍西方面，參與工黨黨內甄選的，包括港龍空勤人員協會前主席施安娜、有意捲土重來的DQ4議員之一的劉小麗，但後來劉小麗透過工黨發表聲明，她本人將不會參與2020年立法會選舉，而施安娜成為唯一角逐九龍西黨內甄選的參與者。

## 機制
2019年12月25日，工黨列出4名有意參選名單，黨主席郭永健向媒體表示，會帶領工黨繼續在社區及議會作出貢獻，除他本人外，工黨的吳敏兒、趙恩來、麥德正暫時均有意出選來年立法會選舉，目前仍在內部協商階段，並且已開始備戰2020年立法會選舉，一直有進行內部物色和培訓，最後是否出選仍要經黨內程序。2018年加入工黨的前立法會議員劉小麗接受傳媒訪問時亦表示正初步考慮是否出選九龍西地區直選，並與工黨商討有關事宜。工黨將3月中將召開特別黨員大會，屆時將商討最終的參選名單，由黨內定奪最終由誰人代表工黨參選。

## 初選參選人
以粗體顯示者為初選勝出人。

### 九龍西
- 劉小麗 - 香港理工大學香港專上學院人文、設計及社會科學學部講師、前香港立法會議員
- 施安娜 - 港龍空勤人員協會前主席

工黨聲明中，劉小麗稱為預留更多時間參與工黨黨務和為民間組織服務，並配合民主派力爭議會過半形勢，將不會參與2020年立法會選舉。

### 新界西
- 吳敏兒 - 職工盟主席、工黨倡議幹事

### 新界東
- 郭永健 - 工黨主席

郭永健在社交網站稱，初選的宗旨為突破困局，為了讓民主派奪取更多的議席，會將個人利益得失放下，因此決定不會參與2020年立法會選舉。

## 選舉結果
| 選區   | 候選人 | 狀態                                                                           | 備註   |
| ------ | ------ | ------------------------------------------------------------------------------ | ------ |
| 九龍西 | 劉小麗 | 獲工黨執委會和選舉委員會推薦，其後宣佈退選，並表態支持社會民主連線候選人岑子杰   | [ 15 ] |
| 九龍西 | 施安娜 | 未獲提名                                                                       |        |
| 新界東 | 郭永健 | 獲工黨執委會和選舉委員會推薦，其後宣佈退選，並表態支持社會民主連線候選人梁國雄 | [ 15 ] |
| 新界西 | 吳敏兒 | 獲得提名                                                                       |        |

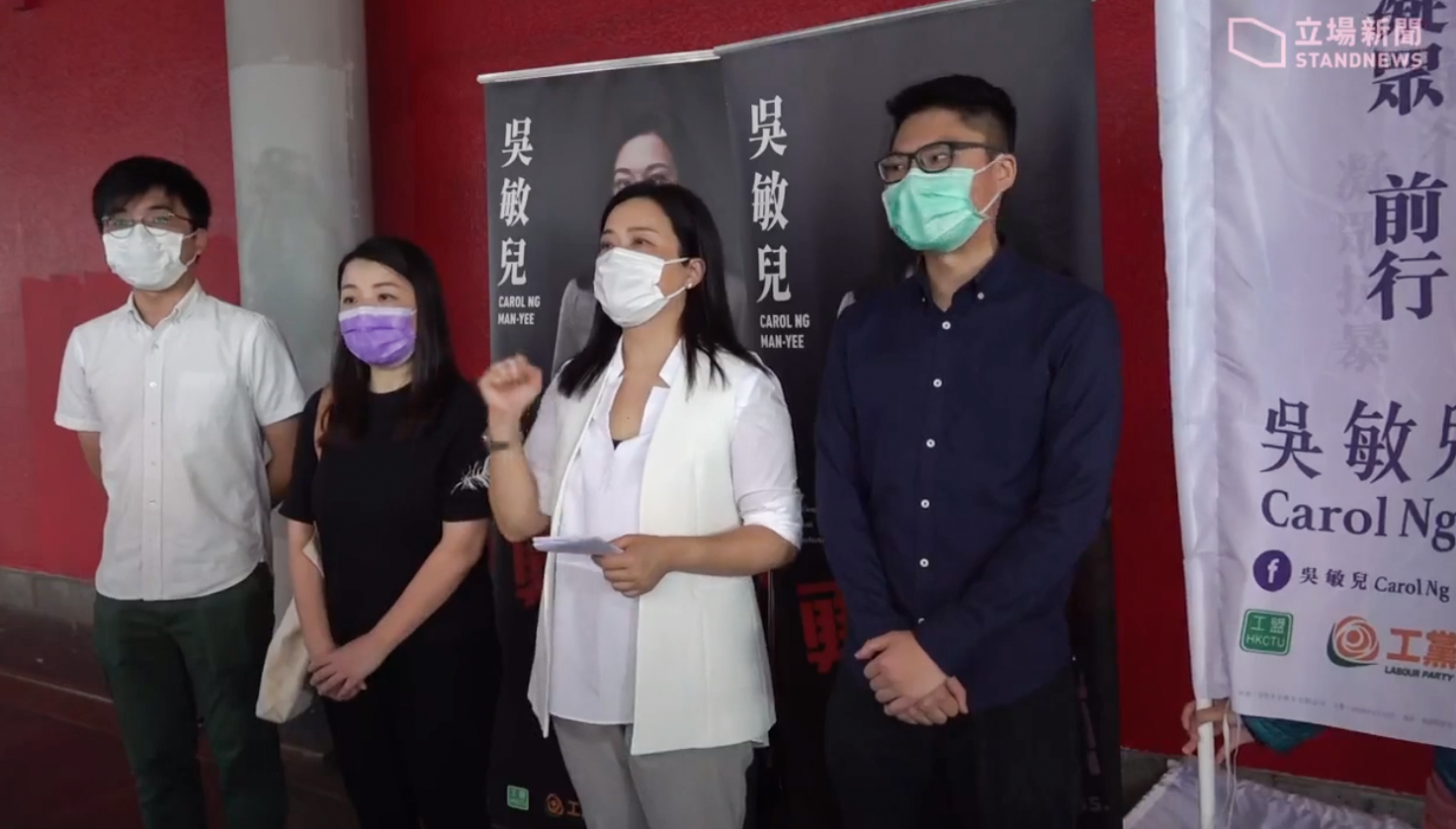
工黨最終僅派出吳敏兒出選新界西

工黨最終只派出吳敏兒出選新界西選區；工黨黨內初選的勝出者，仍然要參與民主派初選協調機制。
工黨參選版圖臨時變陣，黨內要角劉小麗、郭永健先後表態不參選。對此，主席郭永健指，仍未完成討論黨內分工，但會全力支持工黨候選人吳敏兒、社民連候選人岑子及梁國雄參與初選。而工黨會以下而上的連結，像關注服務使用者等議題，未來亦將繼續想方法壯大民間團隊，再到議會上協助議員。

## 後續發展

### 民主派初選

#### 選舉結果
| 選區           | 選區 | 參選人 | 得票數 | %    | 結果  |
| -------------- | ---- | ------ | ------ | ---- | ----- |
| 新界西地方選區 |      | 吳敏兒 | 10,860 | 6.15 | 第7名 |

## 爭議
2020年3月12日，《明報》及《信報》引述消息指，工黨主席郭永健有意出戰新界東，身兼職工盟主席吳敏兒將參與新界西選區，2018年11月立法會九龍西地方選區補選被選舉主任取消參選資格的劉小麗，有意再角逐當區議席，3人推薦名單將會在工黨於15日的大會表決。《信報》報道指，名單由工黨執委和選舉委員會敲定，有傳港龍空勤人員協會前主席施安娜亦有意出戰九龍西，但工黨執委認為劉小麗於2016年以素人身份參選仍然取得38,183票(13.69%)，認為劉小麗知名度較高及勝出的機會較大，故此將她列推薦名單。有工黨黨員表示，除了推薦名單的人選，其他報名參加黨內初選的人士僅被通知「不獲取錄」，未能得知落選原因，批評過程有如篩選，有黨員稱將杯葛特別黨員大會。

## 資料來源
1. ↑  吳倬安. . 香港01. 2019-01-01  [2019-01-01]. （原始内容存档于2020-07-09） （中文（香港））.
2. ↑  陳嘉裕. . Apple Daily 蘋果日報. 2020-03-11  [2020-03-11]. （原始内容存档于2021-06-21） （中文（香港））.
3. ↑  . 明報. 2020-03-11  [2020-03-11]. （原始内容存档于2020-07-11） （中文（香港））.
4. ↑  沙半山. . 香港01. 2020-03-12  [2020-03-12]. （原始内容存档于2020-08-25） （中文（香港））.
5. ↑  李八方. . Apple Daily 蘋果日報. 2020-03-15  [2020-03-15]. （原始内容存档于2020-03-18） （中文（香港））.
6. 1 2  . 香港獨立媒體網.   [2020-05-08]. （原始内容存档于2020-05-21） （中文（简体））.
7. 1 2  . www.facebook.com.   [2020-05-08]. （原始内容存档于2020-09-03） （中文（简体））.
8. ↑  . 立場新聞. 2019-12-15  [2019-12-15]. （原始内容存档于2020-05-15） （中文（香港））.
9. ↑  . 蘋果日報. 2019-12-15  [2019-12-15]. （原始内容存档于2021-06-21） （中文（香港））.
10. ↑  吳倬安. . 香港01. 2020-03-06  [2020-03-06]. （原始内容存档于2020-07-21） （中文（香港））.
11. ↑  周禮希. . 香港01. 2020-03-02  [2020-03-02]. （原始内容存档于2020-03-02） （中文（香港））.
12. ↑  . 香港經濟日報.   [2020-05-08]. （原始内容存档于2020-06-13） （中文（简体））.
13. ↑  . 明報.   [2020-05-09] （中文（简体））.
14. 1 2  . 香港獨立媒體網.   [2020-06-19]. （原始内容存档于2020-06-21） （中文（简体））.
15. 1 2  . 蘋果日報. 2020-06-24  [2020-06-24] （中文（香港））.
16. ↑  . 香港獨立媒體網.   [2020-07-07]. （原始内容存档于2020-10-04） （中文（简体））.
17. ↑  . 香港電台. 2018-10-12  [2020-07-09]. （原始内容存档于2018-10-13）.
18. ↑  . 香港01. 2018-10-12  [2020-07-09]. （原始内容存档于2019-09-12）.
19. ↑  . 立場新聞. 2020-03-12  [2020-03-12]. （原始内容存档于2020-08-03） （中文（香港））.